# Anvil Vapre
Albums de Autechre
« Garbage »
(1995) « Tri Repetae  »
(1995)
Anvil Vapre est un EP du groupe anglais de musique électronique Autechre, sorti sur le label Warp Records en 1995.
Anvil Vapre est en quelque sorte un compagnon des EP sortis avec l'album Amber. Le groupe a utilisé les mêmes machines pour réaliser cet EP. Il est également sorti sur l'album Tri Repetae++ (édition américaine de Tri Repetae sur laquelle est présent un second CD contenant Garbage EP et Anvil Vapre).
L'artiste Chris Cunningham a créé le clip vidéo pour le morceau Second Bad Vibel. Il est disponible sur le DVD WarpVision qui regroupe plusieurs clips d’artistes signés sur le label Warp Records.

## Pistes
1. "Second Bad Vilbel" – 9:45
2. "Second Scepe" – 7:44
3. "Second Scout" – 7:21
4. "Second Peng" – 10:53